# 15 Big Ones
15 Big Ones ist ein Musikalbum der amerikanischen Rockband The Beach Boys. Der Titel ist eine Andeutung auf die fünfzehn Stücke, die das Album enthält, sowie auf die 15 Jahre Bandgeschichte seit 1961. Produziert wurde das Album von Brian Wilson.

## Vorgeschichte
Die Beach Boys hatten seit 1973, als sie Holland veröffentlichten, kein neues Material mehr auf den Markt gebracht. Sie konzentrierten sich darauf, durch ausgedehnte Tourneen ihr Publikum zurückzugewinnen. Ende 1974, als sie genug Material zusammen hatten, veröffentlichte Capitol Records die Hitzusammenstellung Endless Summer, die auf Platz 1 der Billboard-Charts kam. Sämtliche Lieder waren von Brian Wilson geschrieben und produziert worden. Wilson hatte sich Ende der 1960er aber immer mehr aus der Band zurückgezogen. Die Gruppe versuchte somit, Wilson ins Boot zurückzuholen, um das folgende Album zu produzieren.
Brian Wilson begann gemeinsam mit seinem früheren Partner Steven Kalinich, an neuen Liedern zu schreiben. Darunter war Child of Winter, das kurz vor Weihnachten 1974 als Single veröffentlicht wurde.

## 15 Big Ones
Die Beach Boys begannen zunächst damit, einige bekannte Rock-’n’-Roll-Klassiker aufnehmen. Dies taten sie, da Wilson schon seit mehreren Jahren kein Material mehr produziert hatte und dies als Testlauf fungieren sollte. Sie nahmen rund ein Dutzend dieser Klassiker auf. Danach wagten sie sich auch an neue, eigene Stücke heran. Nach einiger Zeit verlor Brian Wilson allerdings die Lust an diesem Projekt. Er verließ das Studio mit den Worten: „Ich habe genug aufgenommen. Ich will nicht mehr aufnehmen, das Album ist fertig“. Al Jardine und Mike Love wollten die noch immer anhaltende Popularität des Best-Ofs Endless Summer nutzen und drängten zu einer schnellen Veröffentlichung des vorhandenen Materials. Carl und Dennis Wilson wollten sich noch Zeit lassen, um an neuen Liedern weiterzuarbeiten. Schließlich setzten sich Love und Jardine durch. Die Beach Boys mussten sich zusammenraufen und per Handzeichen 15 Lieder aus dem aufgenommenen Material auswählen, die auf das Album gelangen sollten.
Das Album verkaufte sich durch die Popularität der Band und der initiierten „Brian is Back“-Kampagne sehr gut, während sich Kritiker unzufrieden mit dem gehörten Material zeigten. Das Album war unterlegt von Synthesizern, die Stimme von Brian Wilson war untrainiert und er musste sogar in der ersten Oktave mittels Studiotechnik „schummeln“.
Als Studiomusiker nahmen Hal Blaine (Schlagzeug), Billy Hinsche, Ed Carter, Lyle Ritz, Ray Poleman (Bass und Gitarre), Brian Wilsons Frau Marilyn Rovell, Toni Tenille und Bruce Johnston (alle drei Background-Gesang) an den Aufnahmen zu dem Album teil.

## Charterfolge
Das Album erreichte Platz 8 in den US-Billboard-Charts und Platz 31 in den UK-Charts. Es war das erste Studioalbum der Beach Boys seit 1966, das eine Goldene Schallplatte erhielt.

## Titelliste
1. Rock and Roll Music (Chuck Berry) (US #5, UK #36) – 2:29
2. It’s OK (Brian Wilson/Mike Love) (US #29) – 2:12
3. Had to Phone Ya (Brian Wilson/Mike Love/Diane Rovell) – 1:43
4. Chapel of Love (Jeff Barry/Ellie Greenwich/Phil Spector) – 2:34
5. Everyone’s in Love With You (Mike Love) – 2:42
6. Talk to Me (J. Seneca) – 2:14
7. That Same Song (Brian Wilson/Mike Love) – 2:16
8. TM Song (Brian Wilson/Mike Love) – 1:34
9. Palisades Park (Chuck Barris) – 2:27
10. Susie Cincinnati (Al Jardine) – 2:57
11. A Casual Look (E. Wells) – 2:45
12. Blueberry Hill (A. Lewis/L. Stock/V. Rose) – 3:01
13. Back Home (Brian Wilson/B. Norberg) – 2:49
14. In the Still of the Night (F. Parris) – 3:03
15. Just Once in My Life (Gerry Goffin/Carole King/Phil Spector) – 3:47

## Songinfos
- Rock and Roll Music ist eine Coverversion von Chuck Berry. Mit der Single schafften die Beach Boys ihren ersten Top-5-Hit in den USA seit Good Vibrations.[3]

- Had to Phone Ya wurde von Brian für das Duo „Spring“ geschrieben, welches aus seiner Frau Marilyn und deren Schwester Dianne Rovell bestand. Diese Aufnahme zeigt die Beach-Boys-Version dieses Stückes.

- Chapel of Love war eine Phil-Spector-Produktion und stammt im Original von The Dixie Cups.

- Talk to Me ist ein Stück des Rhythm-and-Blues-Sängers Little Willie John, es enthält einen kurzen Zwischenpart des Stückes Tallahassee Lassie von Freddy Cannon.[6]

- Back Home wurde bereits 1963 aufgenommen und stammt aus der Feder von Brian Wilson und seinem damaligen Zimmergenossen Bob Norberg. Das Lied verzichtet auf Studiomusiker und Klangexperimente.

- It’s OK wurde als Single ausgekoppelt und erreichte Platz #29 der US-Charts. Roy Wood und seine Band Wizzard spielen als Gäste die Hörner. Als B-Seite wurde das Lied Had to Phone Ya verwendet.[3]

- Everyone’s in Love With You, That Same Song und TM Song sind ein Tribut an Maharishi Mahesh Yogi, den Begründer der Transzendentalen Meditation. Mehrere Beach Boys waren, zumindest zeitweilig, Anhänger dieser Lehre. That Same Song wurde mit einem Gospelchor in Szene gesetzt und ist eine leichte Anspielung darauf, dass die Fans nur ihre alten Hits hören wollten.

- Palisades Park stammt von Chuck Barris und wurde durch Freddy Cannon bekannt.

- Susie Cincinnati handelt von einer Taxifahrerin in Ohio. Es wurde bereits als B-Seite für Add Some Music to Your Day und Child of Winter verwendet. Ursprünglich sollte es bereits für das Album Sunflower verwendet werden. Es handelt sich bei der Albumversion um eine neue Abmischung. Dennis Wilson stimmte der Veröffentlichung zu, da er nicht mehr wusste, dass das Lied bereits veröffentlicht worden war.

- Blueberry Hill ist ein aus 1940 stammender Titel, der vor allem durch die Interpretation von Fats Domino bekannt wurde.

- In the Still of the Night wurde von Fred Parris geschrieben und 1954 von dessen Doo-Wop-Gruppe The Five Satins aufgenommen.

- A Casual Look ist ein weiteres Doo-Woop-Lied und ist im Original von The Six Teens.[7] Es wurde vom Songwriter Ed Wells geschrieben.

- Just Once in My Life stammt im Original von The Righteous Brothers und war eine weitere Phil-Spector-Produktion. Brian und Carl Wilson singen das Lied im Duett.

## Aussortierte Lieder
Lieder, die für das Album nicht berücksichtigt wurden, waren u. a. die Coverversionen von You’ve Lost That Lovin’ Feelin’ und Come and Go with Me. Eine Vielzahl von eigenen Stücken wurden ebenfalls nicht berücksichtigt, so beispielsweise My Diane, das erst 1978 auf dem M.I.U Album veröffentlicht wurde. Das Material von Wilson/Kalinich, das einigen Kritikern zugänglich gemacht wurde, war begeistert aufgenommen worden. Allerdings erschien auch in den kommenden Jahren nichts davon. Erst im Jahr 2000 veröffentlichte Brian Wilson das neu eingespielte Lied California Feeling.